# JUMP (入野自由の曲)
「JUMP」（ジャンプ）は、入野自由の2作目のシングル。2010年4月21日にKiramuneから発売された。

## 概要
前作「Faith」から約5ヶ月でのリリース。前作と同様で3曲入りのシングルである。
豪華盤と通常盤の2種リリースであり、豪華盤にはPVを収録しているDVDが同梱されている。

## 収録曲
1. JUMP [4:21]
  - 作詞：下地悠、作曲：白戸佑輔、編曲：中西亮輔
2. Jewelry day [4:04]
  - 作詞：下地悠、作曲：FIREWORKS、編曲：山田高弘
3. エール (with Acoustic Guitar) [2:43]
  - 作詞：双葉、作曲：磯部篤子、編曲：木島靖夫

## DVD
- 豪華盤のみに同梱

1. JUMP（PV）